# Jean-Benoît Leclair
Pour les articles homonymes, voir Leclair.
Œuvres principales
Le Retour de la Paix dans les Pays-Bas (1749)
Jean-Benoît Leclair est un musicien et danseur français né à Lyon le 24 septembre 1714. Il est le frère cadet de Jean-Marie Leclair.
Engagé comme « symphoniste » à l'Académie de musique de Moulins en 1736, il y reste jusqu'en 1739 et retourne à Lyon.
On le retrouve en 1744 à Toulouse, comme maître à danser. Remontant vers le nord, il arrive dans les Pays-Bas autrichiens en 1747 : après un bref passage à Louvain, il tente d'obtenir la direction du Théâtre de la Monnaie (Bruxelles), mais est écarté au profit de Favart, à qui le maréchal de Saxe confie la direction d'une troupe importante.
Après le départ des armées françaises, Leclair accède enfin au poste convoité et, le 27 avril 1749, il monte Le Retour de la Paix dans les Pays-Bas, « ballet héroïque » à l'occasion du retour de Charles de Lorraine comme gouverneur des Pays-Bas.
Leclair obtient ensuite la direction des théâtres de Liège, de Gand et d'Utrecht (1749-1751), avant de s'établir en Hollande (La Haye et Amsterdam). Regagnant Liège en 1758, il y dirige à nouveau le théâtre durant une saison. Il y fait donner une « comédie nouvelle » de Jacques Teisserenc, La Femme philosophe, « qui n'a été représentée nulle part ». On perd ensuite sa trace.